# تنش غیرزیستی
تنش غیرزیستی یا استرس غیرزیستی (به انگلیسی: Abiotic stress) تأثیر منفی عوامل غیرزنده بر جانداران زنده در یک محیط خاص است. متغیر غیرزنده باید محیط را فراتر از دامنه تغییرهای طبیعی خود تحت تأثیر قرار دهد تا به‌طور چشمگیری بر کارکرد جمعیت یا فیزیولوژی فردی جاندار تأثیر منفی بگذارد.
اساسی‌ترین عوامل تنش‌زا عبارتند از:
- بادهای شدید[۳]
- دمای شدید[۳]
- خشکسالی[۳]
- سیل[۳][۴][۵]
- دیگر بلاهای طبیعی مانند گردبادها و آتش‌سوزی‌های جنگلی.[۳]
- سرما[۳]
- گرما[۳]
- کمبود مواد مغذی[۶]

عوامل تنش‌زا کمتر شناخته‌شده معمولاً در مقیاس کوچک‌تر رخ می‌دهند. آنها عبارتند از: شرایط ادافیک ضعیف مانند محتوای سنگ و سطح pH، تشعشع بالا، تراکم، آلودگی، و دیگر شرایط بسیار خاص مانند آبرسانی سریع در طول جوانه‌زنی بذر.

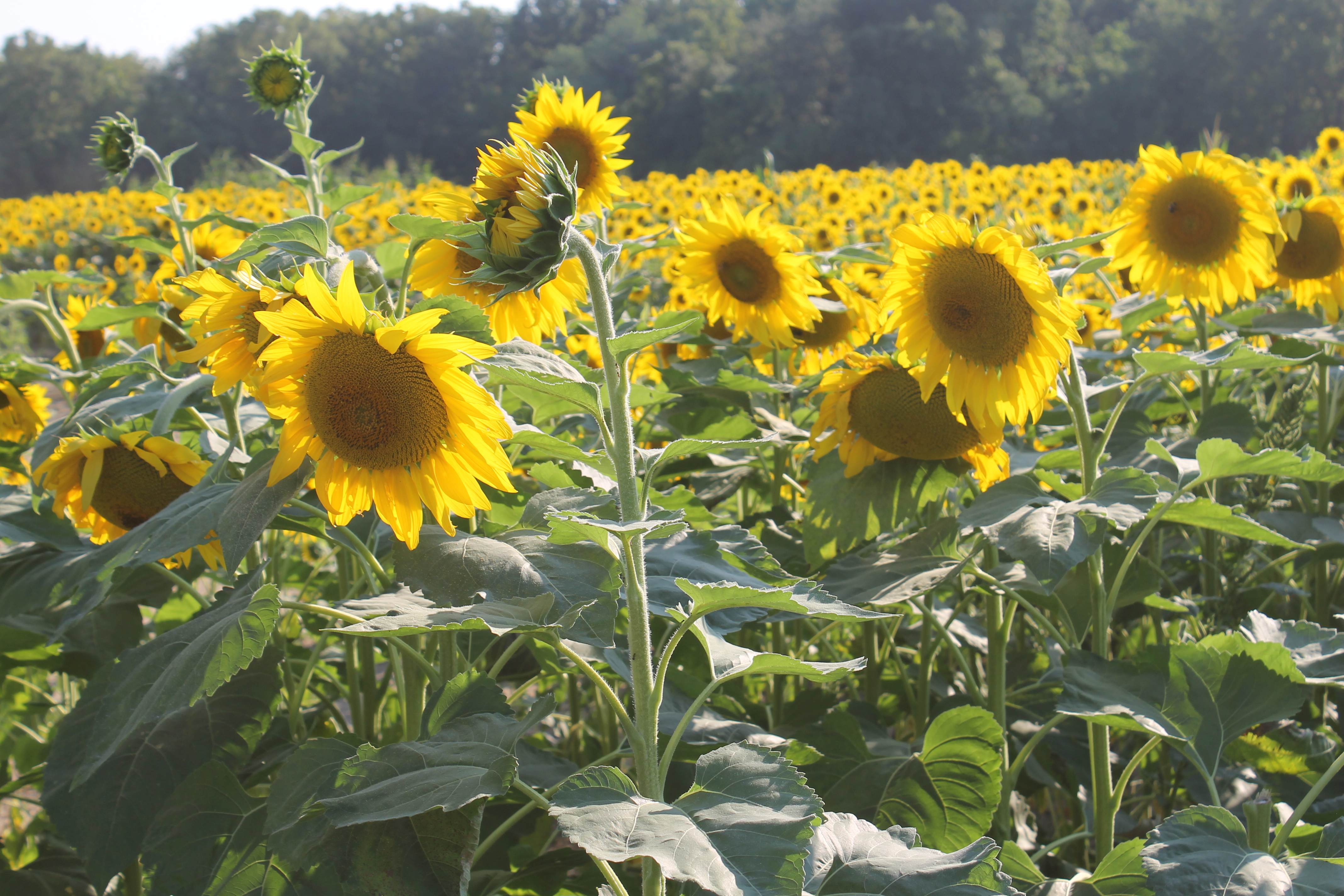
آفتابگردان گیاهانی هستند که می‌توانند مقدار زیادی فلز سمی را جذب کنند.

## در جانوران
برای جانوران، تنش‌زاترین عوامل تنش‌زای غیرزنده گرما است. این به این دلیل است که بسیاری از گونه‌ها توانایی تنظیم دمای داخلی بدن خود را ندارند. حتی در گونه‌هایی که توانایی تنظیم دمای خود را دارند، همیشه یک سیستم کاملاً دقیق نیست. دما میزان متابولیسم، ضربان قلب و دیگر عوامل بسیار مهم را در بدن جانوران تعیین می‌کند، بنابراین یک تغییر شدید دما می‌تواند به راحتی بدن جانور را ناراحت کند. جانوران می‌توانند به گرمای شدید واکنش نشان دهند، به عنوان مثال، از طریق سازگاری با گرما طبیعی یا با نقب زدن در زمین برای یافتن فضای خنک‌تر.
همچنین می‌توان در جانوران دید که تنوع ژنتیکی بالا در ایجاد تاب‌آوری در برابر عوامل تنش‌زای غیرزیستی بسیار سودمند است. هنگامی که یک گونه در معرض خطرهای انتخاب طبیعی قرار می‌گیرد، این به عنوان نوعی اتاق انبار عمل می‌کند. انواع حشرات گال‌زا از تخصصی‌ترین و متنوع‌ترین گیاه‌خواران روی کره زمین هستند و محافظت گسترده آنها در برابر عوامل تنش‌زای غیرزیستی به حشره کمک کرده‌است تا این جایگاه پرافتخار را به دست آورد.

## در گونه‌های در حال انقراض
تنوع زیستی با چیزهای زیادی تعیین می‌شود و یکی از آنها تنش غیرزیستی است. اگر محیطی به شدت تنش‌زا باشد، تنوع زیستی کم است. اگر تنش غیرزیستی در یک منطقه حضور قوی نداشته باشد، تنوع زیستی بسیار بالاتر خواهد بود.
این ایده به درک چگونگی ارتباط تنش غیرزیستی و گونه‌های در معرض خطر سبب می‌شود. در محیط‌های مختلف دیده شده‌است که با افزایش سطح تنش غیرزیستی، تعداد گونه‌ها کاهش می‌یابد. این بدان معناست که گونه‌ها در زمان و مکان‌هایی که تنش غیرزیستی شدیدتر است، بیشتر در معرض تهدید، در معرض خطر انقراض و حتی انقراض جمعیت قرار دارند.